# Concierto para piano n.º 2 (Chaikovski)
El Concierto para piano n.° 2 en sol mayor, Op. 44, de Piotr Ilich Chaikovski fue compuesto entre octubre de 1879 y abril de 1880.

## Historia de la composición
En 1879 el Concierto para piano n.º 1 de Chaikovsky se había hecho muy popular. Nikolái Rubinstein, después de haberlo criticado duramente al principio, lo aprendió y lo interpretó, contribuyendo a su fama. Chaikovsky, sintiéndose obligado a corresponder, comenzó a componer un nuevo concierto para piano en octubre mientras estaba con su hermana en Kámenka, que dedicaría a Rubinstein. Los trabajos avanzaron rápidamente: en la primavera siguiente el concierto ya estaba terminado y orquestado. Nikolái Rubinstein expresó su deseo de realizar el estreno del concierto, pero su muerte en marzo de 1881 impidió la realización de su intención. El estreno tuvo lugar el 12 de noviembre de 1881 en Nueva York: la solista fue Madeline Schiller y el director Theodore Thomas. La primera interpretación en Rusia tuvo lugar en Moscú en mayo de 1882, dirigida por Anton Rubinstein y con Serguéi Tanéyev, alumno de Chaikovsky, al piano. Tras la muerte del compositor, otro de sus alumnos, Aleksandr Ziloti, revisó el concierto, que gozó de cierta notoriedad, en 1897, eliminando algunas partes.
El segundo movimiento del concierto contiene importantes partes solistas para violín y violonchelo (éstas también fueron eliminadas en la revisión de Ziloti). También es notable la separación entre orquesta y solista, especialmente evidente en el primer movimiento.